# Siódmak (Szczytno)
Siódmak (deutsch Schodmack, 1938 bis 1945 Wiesendorf) ist ein Dorf in der polnischen Woiwodschaft Ermland-Masuren. Es gehört zur Gmina Szczytno (Landgemeinde Ortelsburg) im Powiat Szczycieński (Kreis Ortelsburg).

## Geographische Lage
Siódmak liegt in der südlichen Mitte der Woiwodschaft Ermland-Masuren, fünf Kilometer südlich der Kreisstadt Szczytno (deutsch Ortelsburg).

## Geschichte
Nach der Gründungsurkunde vom 18. Juli 1786 wurden Ländereien bei dem „Abbau“ des Vorwerks Schodmack erbverschrieben. Am 23. Februar 1787 vergrößerte sich das Dorf um Land aus dem Corpeller Forst.
Im Jahre 1874 kam Schodmack zum neu errichteten Amtsbezirk Corpellen (1928 bis 1945 „Korpellen“, polnisch Korpele), der bis 1945 bestand und zum ostpreußischen Kreis Ortelsburg gehörte. 1910 zählte die Landgemeinde Schodmack 101 Einwohner.
Aufgrund der Bestimmungen des Versailler Vertrags stimmte die Bevölkerung im Abstimmungsgebiet Allenstein, zu dem Schodmack gehörte, am 11. Juli 1920 über die weitere staatliche Zugehörigkeit zu Ostpreußen (und damit zu Deutschland) oder den Anschluss an Polen ab. In Schodmack stimmten 80 Einwohner für den Verbleib bei Ostpreußen, auf Polen entfielen keine Stimmen.
Am 30. September 1928 wurde der benachbarte Gutsbezirk Lentzienen (polnisch Wólka Szczycieńska) nach Schodmack eingemeindet. Die Einwohnerzahl des Dorfes belief sich 1933 auf 188.
Aus politisch-ideologischen Gründen der Abwehr fremdländisch klingender Ortsnamen wurde Schodmack am 3. Juni – amtlich bestätigt am 16. Juli – 1938 in „Wiesendorf“ umbenannt. Die Zahl der Einwohner stieg bis 1939 auf 212.
Mit dem gesamten südlichen Ostpreußen wurde das Dorf 1945 an Polen überstellt und erhielt die polnische Namensform „Siódmak“. Heute ist der Ort mit Sitz eines Schulzenamtes (polnisch Sołectwo) eine Ortschaft im Verbund der Landgemeinde Szczytno (Ortelsburg) im Powiat Szczycieński (Kreis Ortelsburg), bis 1998 der Woiwodschaft Olsztyn, seither der Woiwodschaft Ermland-Masuren zugehörig. Die Einwohnerzahl belief sich im Jahre 2011 auf 146.

## Schule
Eine Schule war in Schodmack bereits in der Regierungszeit Friedrich Wilhelms III. gegründet worden.

## Kirche

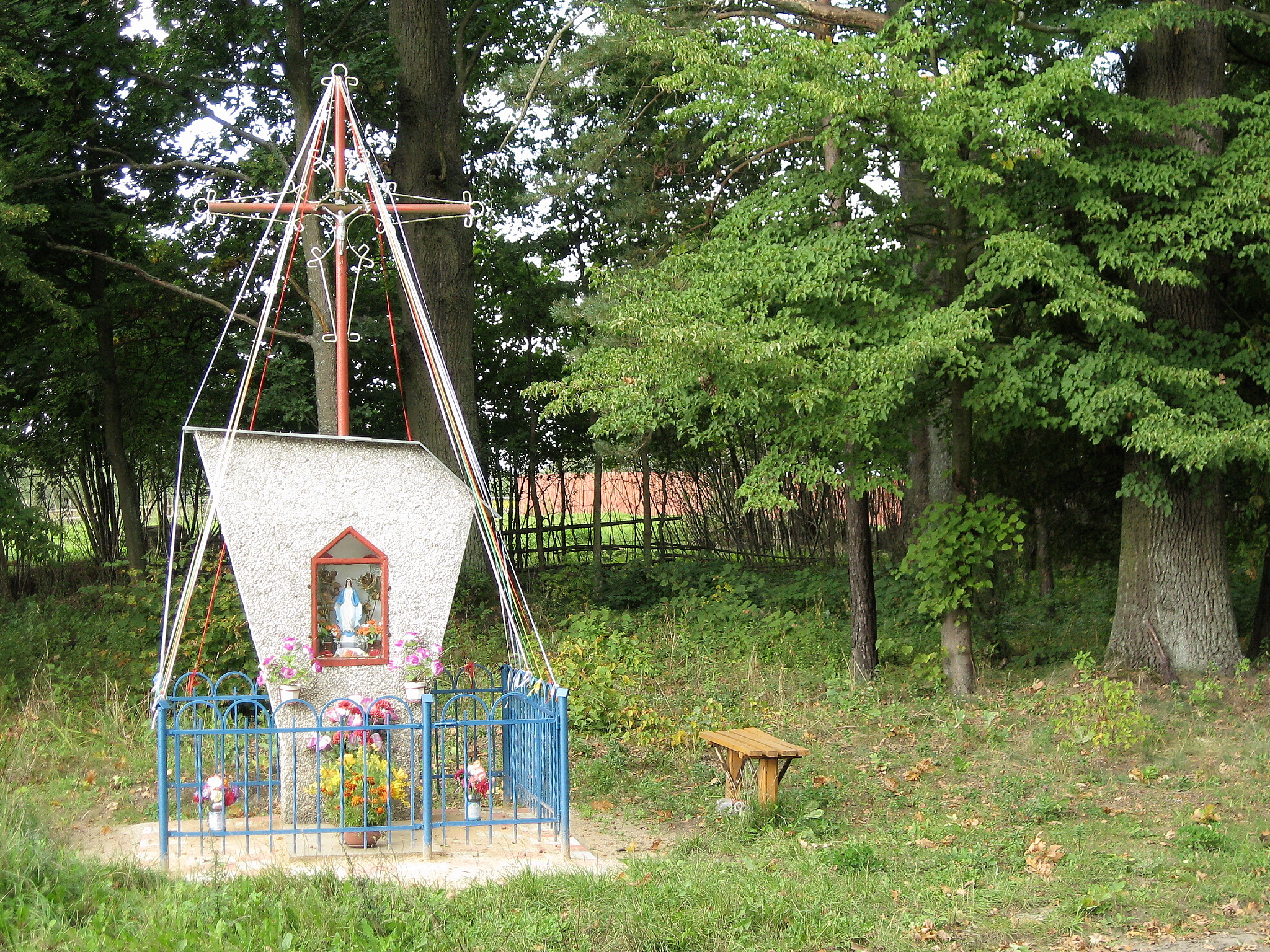
Wegekreuz in Siódmak

Vor 1945 war Schodmack resp. Wiesendorf in die evangelische Kirche Ortelsburg in der Kirchenprovinz Ostpreußen der Kirche der Altpreußischen Union sowie in die römisch-katholische Kirche Ortelsburg im damaligen Bistum Ermland eingepfarrt.
Heute gehört Siódmak ebenfalls zur Kreisstadt: zu katholischen Kirche in Szczytno, jetzt im Erzbistum Ermland gelegen, und zur evangelischen Pfarrei in Szczytno, jetzt zur Diözese Masuren der Evangelisch-Augsburgischen Kirche in Polen zugeordnet.

## Verkehr
Siódmak liegt westlich der polnischen Landesstraße 57 (frühere deutsche Reichsstraße 128), die die Woiwodschaft Ermland-Masuren in Nord-Süd-Richtung durchzieht und bis in die Woiwodschaft Masowien führt. Eine Nebenstraße aus dem Nachbarort Wólka Szczycieńska (Lentzienen) endet innerorts. Seit 1900/1905 ist Schodmack Bahnstation und liegt an der heutigen Bahnstrecke Ostrołęka–Szczytno, die aber derzeit nur ab Chorzele befahren wird.